# Fábio Júnior Pereira
Fábio Júnior Pereira (Manhuaçu, Brasil; 20 de noviembre de 1977) es un exfutbolista brasileño que se desempeñaba como delantero.

## Trayectoria

### Clubes
| Club             | País     | Año       |
| ---------------- | -------- | --------- |
| Cruzeiro         | Brasil   | 1997-1999 |
| Roma             | Italia   | 1999-2000 |
| Cruzeiro         | Brasil   | 2000      |
| Palmeiras        | Brasil   | 2001      |
| Cruzeiro         | Brasil   | 2002      |
| Vitória          | Portugal | 2003      |
| Atlético Mineiro | Brasil   | 2003      |
| Kashima Antlers  | Japón    | 2004      |
| Atlético Mineiro | Brasil   | 2005      |
| Al-Wahda         | EAU      | 2005      |
| VfL Bochum       | Alemania | 2006-2007 |
| Hapoel Tel Aviv  | Israel   | 2007-2008 |
| Bahia            | Brasil   | 2008      |
| Santo André      | Brasil   | 2009      |
| Brasiliense      | Brasil   | 2009      |
| América Mineiro  | Brasil   | 2010-2013 |
| Minas Boca       | Brasil   | 2014      |
| Boa Esporte      | Brasil   | 2014      |
| Guarani MG       | Brasil   | 2015      |
| Villa Nova       | Brasil   | 2016      |

## Selección nacional
Disputó tres partidos amistosos con la selección de fútbol de Brasil entre 1998 y 1999, convocado por el entrenador Wanderley Luxemburgo.
También integró la selección de fútbol sub-23 de Brasil que ganó el Torneo Preolímpico Sudamericano Sub-23 de 2000. 

## Controversia sobre su nacionalidad
Fábio Júnior fue uno de los protagonistas del escándalo de los pasaportes falsos de 2001, motivo por el cual recibió una sanción por utilizar un pasaporte falsificado, fingiendo tener la nacionalidad portuguesa para así poder jugar en Europa sin ocupar plaza de extranjero.

## Palmarés

### Torneos regionales
| Título                  | Club           | Estado           | Año  |
| ----------------------- | -------------- | ---------------- | ---- |
| Campeonato Mineiro      | Cruzeiro EC    | Minas Gerais     | 1998 |
| Supercampeonato Mineiro | Cruzeiro EC    | Minas Gerais     | 2002 |
| Copa Sul Minas          | Cruzeiro EC    | Minas Gerais     | 2002 |
| Campeonato Brasiliense  | Brasiliense FC | Distrito Federal | 2009 |

### Torneos nacionales
| Título         | Club            | País     | Año  |
| -------------- | --------------- | -------- | ---- |
| Copa de Brasil | Cruzeiro EC     | Brasil   | 2000 |
| UAE Pro League | Al-Wahda        | EAU      | 2005 |
| 2. Bundesliga  | VfL Bochum      | Alemania | 2006 |
| Copa de Israel | Hapoel Tel Aviv | Israel   | 2007 |